# Eilema flavicosta
Eilema flavicosta är en fjärilsart som beskrevs av Moore 1878. Eilema flavicosta ingår i släktet Eilema och familjen björnspinnare. Inga underarter finns listade i Catalogue of Life.